# Federazione di baseball di Panama
La Federazione panamense di baseball (spa. Federación Panameña de Béisbol) è un'organizzazione fondata nel 1944 per governare la pratica del baseball e del softball a Panama.
Organizza il campionato maschile e di softball femminile, e pone sotto la propria egida la nazionale maschile e di softball femminile.